# Норт-Бранч (тауншип, Миннесота)
Норт-Бранч (англ. North Branch) — тауншип в округе Исанти, Миннесота, США. В 2010 году его население составляло 1779 человек.
Название тауншипа произошло от протекающего через его территорию северного рукава (North Branch) реки Санрайз.

## География
По данным Бюро переписи населения США площадь тауншипа составляет 90,6 км², из которых 89,7 км² занимает суша, а 0,9 км² — вода (0,97 %).

## Население
По данным переписи 2010 года население Норт-Бранча составляло 1779 человек (из них 51,5 % мужчин и 48,5 % женщин), было 639 домашних хозяйств и 510 семей. Расовый состав: белые — 96,7 %, афроамериканцы — 0,4 %, коренные американцы — 0,5 %, азиаты — 0,7 и представители двух и более рас — 1,4 %.
Из 639 домашних хозяйств 67,3 % представляли собой совместно проживающие супружеские пары (25,7 % с детьми младше 18 лет), в 6,6 % домохозяйств женщины проживали без мужей, в 5,9 % домохозяйств мужчины проживали без жён, 20,2 % не имели семьи. В среднем домашнее хозяйство вели 2,74 человека, а средний размер семьи — 3,01 человека. В одиночестве проживали 15,8 % населения, 7,0 % составляли одинокие пожилые люди (старше 65 лет).
Население тауншипа по возрастному диапазону распределилось следующим образом: 25,9 % — жители младше 18 лет, 63,1 % — от 18 до 65 лет, и 13,0 % — в возрасте 65 лет и старше. Средний возраст населения — 42,7 года. На каждые 100 женщин приходилось 106,4 мужчины, при этом на 100 совершеннолетних женщин приходилось уже 109,8 мужчин сопоставимого возраста.
В 2014 году из 1282 трудоспособных жителей старше 16 лет имели работу 836 человек. При этом мужчины имели медианный доход в 66 563 доллара США в год против 44 688 долларов среднегодового дохода у женщин. В 2014 году медианный доход на семью оценивался в 83 333 $, на домашнее хозяйство — в 70 069 $. Доход на душу населения — 30 113 $. 3,2 % от всего числа семей и 4,4 % от всей численности населения тауншипа находилось на момент переписи за чертой бедности.